# Madrepérola (álbum)
Madrepérola é o terceiro álbum de estúdio da rapper portuguesa Capicua, lançado em 2020 pela Universal Music Portugal
O álbum é inspirado pela música brasileira, aliada à maternidade, uma vez que a artista escreveu e gravou o álbum enquanto estava grávida. Segundo a artista, o álbum é o "terceiro capítulo de uma trilogia não planeada", juntamente com Sereia Louca e Medusa, que se deve ao seu fascínio pelo mar.
A metáfora da ostra que faz a pérola tem tudo que ver com falar de coisas sérias de uma forma mais luminosa, no sentido em que as ostras só fazem pérola quando entra um grão de areia na concha e começa a incomodar. Elas criam uma espécie de baba que vai cobrindo esse grão de areia porque querem que deixe de incomodá-las e acabam por criar uma pérola— Capicua Jornal de Notícias
A edição foi publicada no formato standard, com 13 temas. O álbum entrou directamente para o 2° lugar do top nacional de vendas, e permaneceu no top 30 por doze semanas.

## Recepção da crítica
O álbum recebeu críticas positivas em várias publicações portuguesas, e foi classificado como 10.° no top de melhores álbuns de 2020 do jornal Expresso, o disco português que ficou mais bem posicionado na lista.
Foi também considerado o 2.° melhor disco nacional pela Antena 3, o #4 do top dos 50 melhores álbuns portugueses de 2020 no Blitz e #5 do mesmo site, segundo os leitores. A Time Out colocou o álbum no 4.° lugar no seu top 10 português e fez também parte do top 10 da Rádio Observador.
O jornal Observador selecionou "Mátria" para a lista de canções em destaque de 2020.  O álbum foi ainda nomeado para o prémio de melhor álbum na 3.a edição de Play - Prémios da Música Portuguesa. 
Apesar das restrições da Pandemia de COVID-19 em Portugal, Capicua consegui apresentar o disco ao vivo. 

## Faixas
Todas as letras escritas por Capicua. 
| N.º | Título                                         | Música         | Duração |  |
| 1.  | "A Ostra"                                      | Pedro Geraldes | 0:44    |  |
| 2.  | "Passiflora" (com Camané)                      | Stereossauro   | 4:23    |  |
| 3.  | "A Minha Ilha" (com Catarina Salinas)          | Dj Ride        | 3:49    |  |
| 4.  | "Circunvalação"                                | Minus          | 4:15    |  |
| 5.  | "Gaudí"                                        | Dj Ride        | 3:07    |  |
| 6.  | "Parto Sem Dor"                                | Holly          | 3:51    |  |
| 7.  | "Cartas a Jovens Poetas" (com Pedro Lamares)   | Virtus         | 5:20    |  |
| 8.  | "Madrepérola" (com Karol Conká)                | Dj Ride        | 4:16    |  |
| 9.  | "Todo O Chão Quer Ser Floresta"                | Minus          | 2:02    |  |
| 10. | "Planetário" (com Mallu Magalhães)             | Stereossauro   | 3:41    |  |
| 11. | "O Quadrado Perfeito" (com Ricardo Ribeiro)    | Virtus         | 4:52    |  |
| 12. | "Último Mergulho" (com Lena d'Água)            | D-One          | 4:07    |  |
| 13. | "Mátria" (com Emicida, Rincon Sapiência, Rael) | Branko e PEDRO | 4:17    |  |

## Créditos

### Beats
- Stereossauro
- DJ Ride
- Holly
- Virtus
- Minus
- D-One
- Branko
- PEDRO
- Pedro Geraldes

### Colaboração
- Camané
- Catarina Salinas
- Pedro Lamares
- Karol Conká
- Mallu Magalhães
- Ricardo Ribeiro
- Emicida
- Rael
- Rincon Sapiência

### Ficha técnica
- Maria Herreros - ilustração da capa
- Dário Cannatà - design